# Doctrina Stimson

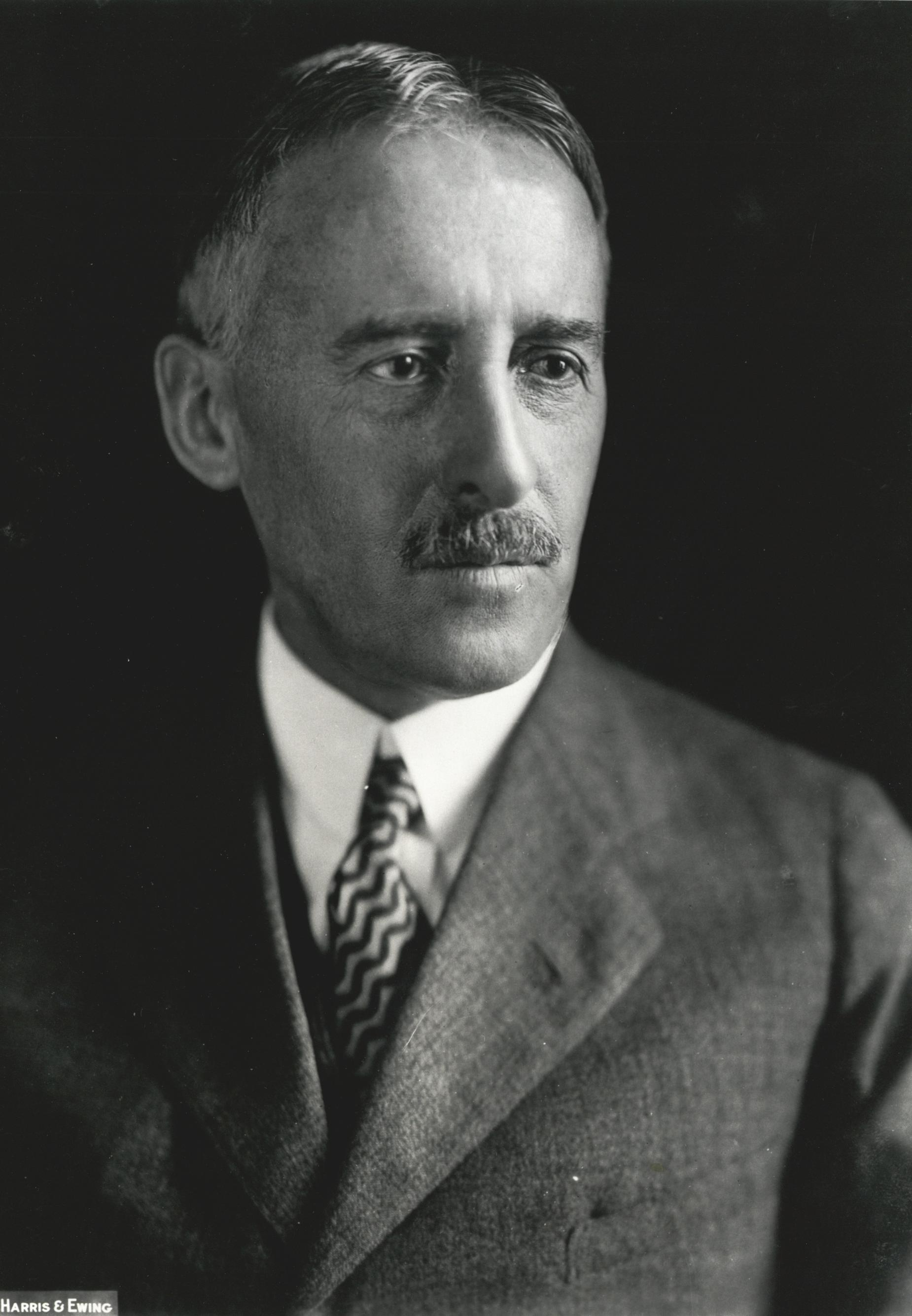
El Secretari d'Estat dels EUA Henry Stimson.

La Doctrina Stimson és una política nord-americana segons la qual els Estats o territoris que hagin nascut com a conseqüència d'un acte d'agressió militar no seran objecte de reconeixement diplomàticament [1]. Aquesta posició va ser anunciada en una nota del 7 de gener de 1932 arran de l'Incident de Mukden de setembre del 1931 pel qual Japó iniciava l'ocupació militar de Manxukuo i que duria a la seva creació com a Estat independent. La doctrina es traduïa com l'aplicació del principi de ex injuria jus no oritur (actes injustos no poden crear llei) [2]. Tot i que alguns analistes han aplicat aquesta doctrina pel que fa a governs establerts per la revolució, aquest ús no està del tot generalitzat, i la seva invocació en general implica violacions de tractats internacionals [3].
La doctrina pren el seu nom d'Henry L. Stimson, qui fou Secretari d'Estat dels EUA durant l'administració Hoover (1929–1933). La doctrina va ser novament invocada pel Sotssecretari d'Estat dels EUA Sumner Welles l'estiu de 1940 per no reconèixer l'annexió i posterior incorporació a la Unió Soviètica d'Estònia, Letònia i Lituània[4]. Aquesta va ser la posició oficial dels Estats Units fins al reconeixement internacional dels suara anomenats estats bàltics com a independents el 1991. De fet no era la primera vegada que els Estats Units recorrien a aquest principi per reconèixer nous territoris. Així, el president Woodrow Wilson refusà el reconeixement dels governs revolucionaris mexicans el 1913 o les 21 demandes del Japó sobre la Xina efectuades el 1915. La invasió japonesa de Manxúria cap a finals del 1931 va situar al Secretari d'Estat Henry M. Stimson en una situació compromesa. Era evident que apel·lar a l'esperit del Pacte Briand-Kellogg del 1928 tindria cap ressò ni per als xinesos ni per als japonesos, més encara quan el President Hoover va afirmar que no recolzaria sancions econòmiques com a mesura per portar la pau al Llunyà Orient [5]

El 7 de gener de 1932, el Secretari Stimson enviava dues notes idèntiques a la Xina i al Japó que implicaven un apropament diplomàtic, utilitzat ja abans per altres secretaris d'Estat nordamericaans enfront de les crisis al Llunyà Orient. Coneguda posteriorment com a Doctrina Stimson, o a vegades Doctrina Hoover-Stimson, en la nota diplomàtica es llegeix el següent:
| « | (...) el Govern dels Estats Units considera que és el seu deure notificar tant al Govern Imperial Japonès com al de la República de la Xina, que no s'admetrà cap legalitat de cap siruació de facto ni tampoc té el propòsit de reconèixer cap mena de tractat o acord o entre tots dos governs o els seus representants, que puguin afectar els drets dels tractats amb els Estats Units o sobre els seus ciutadans a la Xina, incloent-hi els que tenen a veure amb la sobirania, la independència o integritat territorial o administrativa de la Xina, o la política internacional referent a la Xina, tradicionalment coneguda com a Política de portes obertes (...) [6] | » |

Stimson havia afirmat que els Estats Units no reconeixerien cap canvi a la Xina que disminuís els drets dels tractats amb els americans en aquesta àrea i que la "Política de portes obertes" havia de continuar igual. La declaració va tenir diversos efectes materials al món occidental, el qual es va veure afectat per la Gran Depressió, i Japó va passar a bombardejar Xangai. La principal crític que rebé aquesta doctrina és que va aconseguir allunyar encara més els Estats Units envers el Japó [7].